# Qualcomm Snapdragon
Snapdragon – seria systemów SOC firmy Qualcomm, przeznaczonych dla urządzeń mobilnych. Jest oparta na architekturze ARM.

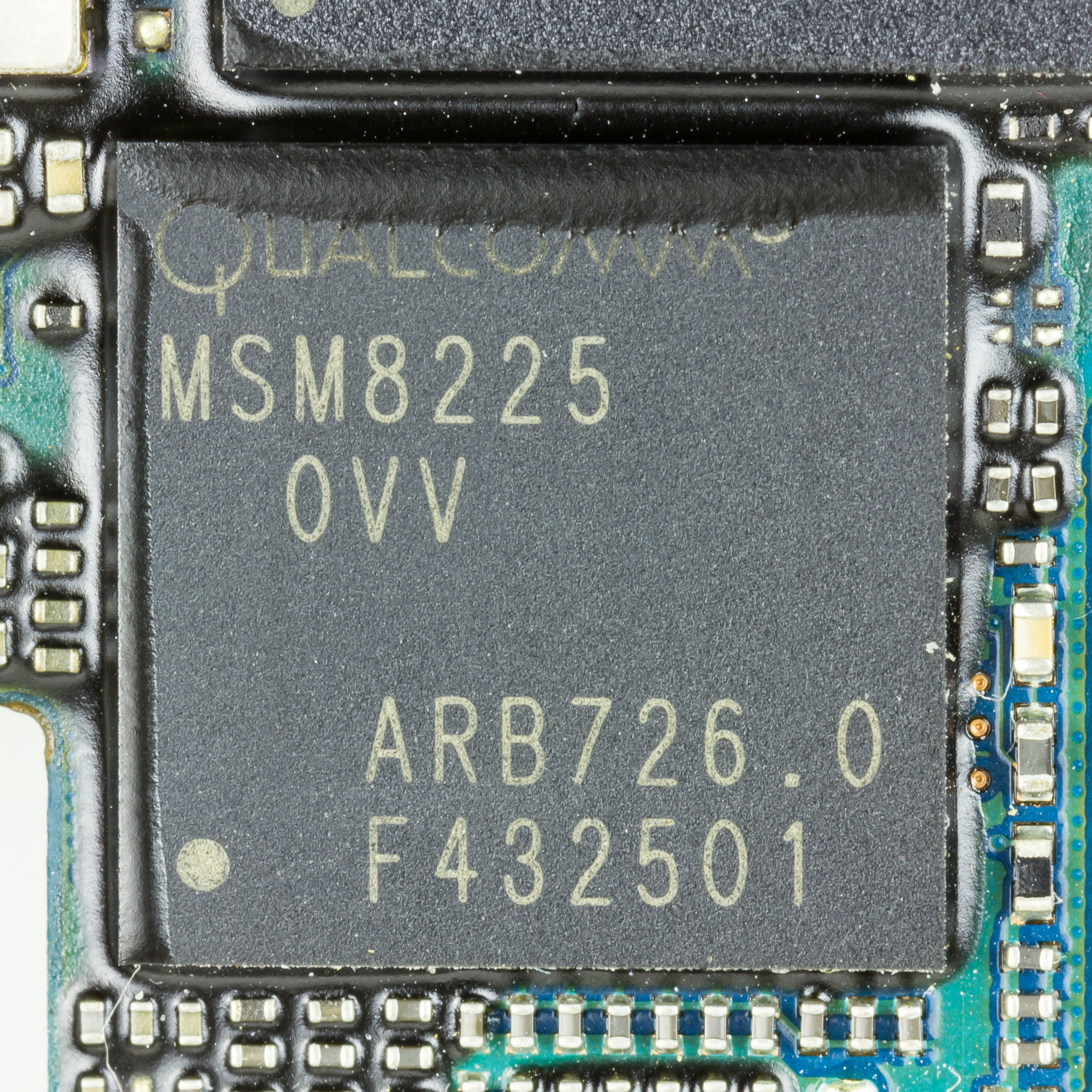
Jeden z procesorów firmy Qualcomm, należący do serii Snapdragon model MSM8225

## Wersje

### Snapdragon S1
Qualcomm zaprezentował pierwsze modele z serii S1 pod koniec 2009
| Nazwa modelu      | Zestaw instrukcji | Liczba rdzeni, taktowanie, architektura | Proces technologiczny | Procesor graficzny         | Cache L2 | Przykładowe urządzenia |
| ----------------- | ----------------- | --------------------------------------- | --------------------- | -------------------------- | -------- | --- |
| MSM7225           | ARMv6             | x1 528 MHz ARM11                        | 65 nm                 | renderowanie softwarowe 2D | -        | GSmart G1310, HTC Tattoo, HTC Aria, Huawei U8500, Cherry Mobile Flare |
| MSM7625           | ARMv6             | x1 528 MHz ARM11                        | 65 nm                 | renderowanie softwarowe 2D | -        | HTC Wildfire, HTC Sage, Huawei Ascend M860, Motorola XT301 |
| MSM7227           | ARMv6             | x1 600-800 MHz ARM11                    | 65 nm                 | Adreno 200 (128 MHz)       | 128 kb   | 600 MHz: HTC Legend, HTC Wildfire S, Sony Ericsson Xperia X8, Sony Ericsson Xperia X10 Mini, Sony Ericsson Xperia X10 Mini Pro, Samsung Galaxy Mini, LG Optimus One, LG Swift GT540, ZTE Blade 800 MHz: Samsung GT-S5830 Galaxy Ace, Samsung Galaxy Gio, ZTE Blade S, ZTE Skate, HTC CHA CHA |
| MSM7627           | ARMv6             | x1 800 MHz ARM11                        | 65 nm                 | Adreno 200 (128 MHz)       | 128 kb   | BlackBerry Curve(8530), LG Optimus V, Samsung Galaxy Prevail, Samsung Galaxy Y |
| MSM7225A          | ARMv7             | x1 600 MHz – 1 GHz ARM Cortex-A5        | 45 nm                 | Adreno 200 (128 MHz)       | 128 kb   | 600 MHz: HTC Desire C, HTC Explorer, Motorola Defy Mini XT320 800 MHz: LG Swift L3, LG Swift L5, Sony Xperia miro, Sony Xperia tipo 1000 MHz: LG Optimus L1 II,LG Optimus L3 II, ZTE Kis Pro                                                                                                 |
| MSM7227A MSM7627A | ARMv7             | x1 800 MHz – 1 GHz ARM Cortex-A5        | 45 nm                 | Adreno 200 (245 MHz)       | 256 kb   | 800 MHz: Nokia Lumia 610, Samsung Galaxy mini 2, Motorola Motolux, 1000 MHz: Alcatel One Touch Fire, LG Optimus L7, Samsung Galaxy Ace Plus, Samsung Omnia M, Sony Xperia J, Sony Xperia E, Huawei Ascend G300,                                                                              |
| QSD8250 QSD8650   | ARMv7             | x1 1 GHz Scorpion                       | 65 nm                 | Adreno 200 (245 MHz)       | 256 kb   | Dell Streak 5, HTC HD2, HTC HD7, Nexus One, HTC Desire, LG Optimus 7, Sony Ericsson Xperia X10 |

### Snapdragon S2
Seria S2 wprowadzona została w połowie 2010 roku.
| Nazwa modelu      | Zestaw instrukcji | Liczba rdzeni, taktowanie, architektura | Proces technologiczny | Procesor graficzny | Przykładowe urządzenia |
| ----------------- | ----------------- | --------------------------------------- | --------------------- | ------------------ | --- |
| MSM7230 MSM7630   | ARMv7             | x1 800 MHz Scorpion                     | 45 nm                 | Adreno 205         | HTC Desire Z, HTC Evo Shift 4G |
| APQ8055           | ARMv7             | x1 1–1,4 GHz Scorpion                   | 45 nm                 | Adreno 205         | Nokia Lumia 900 |
| MSM8255 MSM8655   | ARMv7             | x1 1 GHz Scorpion                       | 45 nm                 | Adreno 205         | HTC Desire HD, HTC Thunderbolt, Sony Ericsson Xperia Play, Sony Ericsson Xperia arc, Sony Ericsson Xperia Neo V, Sony Ericsson Live with Walkman, Sony Ericsson Xperia Mini Pro, HTC One V |
| MSM8255T MSM8655T | ARMv7             | x1 1,4–1,5 GHz Scorpion                 | 45 nm                 | Adreno 205         | Samsung Galaxy W, Samsung Galaxy S Plus, BlackBerry Bold Touch 9930, Sony Ericsson Xperia arc S, ZTE Engage                                                                                |
| QSD8250A          | ARMv7             | x1 1,3 GHz Scorpion                     | 45 nm                 | Adreno 205         | |
| QSD8650A          | ARMv7             | x1 1,3 GHz Scorpion                     | 45 nm                 | Adreno 205         | Lenovo LePad |

### Snapdragon S3
| Nazwa modelu    | Zestaw instrukcji | Liczba rdzeni, taktowanie, architektura | Proces technologiczny | Procesor graficzny | Przykładowe urządzenia                                                                           |
| --------------- | ----------------- | --------------------------------------- | --------------------- | ------------------ | ------------------------------------------------------------------------------------------------ |
| APQ8060         | ARMv7             | x2 1,2–1,7 GHz Scorpion                 | 45 nm                 | Adreno 220         | Samsung SGH-T989 Hercules, HP TouchPad                                                           |
| MSM8260 MSM8660 | ARMv7             | x2 1,2–1,7 GHz Scorpion                 | 45 nm                 | Adreno 220         | HTC Sensation, HTC Evo 4G, HTC Evo 3D, Sony Xperia S, HTC One S (Z560e), Samsung Galaxy Note LTE |

### Snapdragon S4
Qualcomm zaprezentował serię S4 w październiku 2011 roku.
| Rodzina | Nazwa modelu              | Zestaw instrukcji | Liczba rdzeni, taktowanie, architektura | Proces technologiczny | Procesor graficzny | Przykładowe urządzenia |
| ------- | ------------------------- | ----------------- | --------------------------------------- | --------------------- | ------------------ | --- |
| Play    | MSM8225 MSM8625           | ARMv7             | x2 1 GHz ARM Cortex-A5                  | 45 nm                 | Adreno 203         | HTC Desire X, Huawei Ascend G510, LG Optimus L7 II, Huawei Ascend Y300, Nokia X, Nokia X+, Nokia XL                                             |
| Plus    | MSM8227 MSM8627           | ARMv7             | x2 1 GHz Krait                          | 28 nm                 | Adreno 305         | HTC 8S, Nokia Lumia 520, Sony Xperia M |
| Plus    | MSM8230 MSM8630 MSM8930   | ARMv7             | x2 1,2 GHz Krait                        | 28 nm                 | Adreno 305         | Sony Xperia L, Samsung Galaxy Ace 3 LTE |
| Plus    | MSM8260A MSM8660A MSM8960 | ARMv7             | x2 1,5–1,7 GHz Krait                    | 28 nm                 | Adreno 225         | Asus Padfone, Asus Eee Pad Infinity 700, HTC One S (Z520e), HTC One XL, HTC 8X, Samsung Ativ S, Nokia Lumia 820, Nokia Lumia 920, Sony Xperia T |
| Pro     | MSM8960T                  | ARMv7             | x2 1,5–1,7 GHz Krait                    | 28 nm                 | Adreno 320         | Sony Xperia SP, Xiaomi Mi 2A |
| Pro     | MSM8960DT                 | ARMv7             | x2 1,7 GHz Krait 300                    | 28 nm                 | Adreno 320         | Motorola Moto X (1st Gen.), Motorola Droid Ultra, Motorola Droid Mini, Motorola Droid MAXX                                                      |
| Pro     | APQ8064                   | ARMv7             | x4 1,5–1,7 GHz Krait                    | 28 nm                 | Adreno 320         | Xiaomi Mi2(M2), LG Swift G, LG Nexus 4, Sony Xperia Z                                                                                           |
| Pro     | APQ8064-1AA               | ARMv7             | x4 1,5 GHz Krait 300                    | 28 nm                 | Adreno 320         | Nexus 7 (2013) |
| Prime   | MPQ8064                   | ARMv7             | x4 1,7 GHz Krait                        | 28 nm                 | Adreno 320         | Xperia Z |

### Snapdragon 200
| Nazwa modelu | Zestaw instrukcji | Liczba rdzeni, taktowanie, architektura | Proces technologiczny | Procesor graficzny | Przykładowe urządzenia                                                                                               |
| ------------ | ----------------- | --------------------------------------- | --------------------- | ------------------ | --- |
| 8212         | ARMv7             | x4 1,2 GHz Cortex-A7                    | 28 nm                 | Adreno 302         | Kruger&Matz SOUL, Kruger&Matz LIVE 2, Kruger&Matz DRIVE 2, Kruger&Matz Move 2,Prestigio PSP8400, Microsoft Lumia 535 |
| 8225Q        | ARMv7             | x4 1,2 GHz – 1,4 GHz Cortex-A5          | 45 nm                 | Adreno 203         | Kruger&Matz Move, Kruger&Matz LIVE, Kruger&Matz MIST, Kruger&Matz DRIVE, HTC Desire 500, Pentagram Combo 4-core      |
| 8625Q        | ARMv7             | x4 1,4 GHz Cortex-A5                    | 45 nm                 | Adreno 203         | HTC Desire 601, Coolpad 5952, BenQ A3c, Prestigio MultiPhone PAP5400 DUO, Hisense EG970 Mira                         |
| 8210         | ARMv7             | 2x 1,2 GHz Cortex-A7                    | 28 nm                 | Adreno 305         | Xperia E1, Microsoft Lumia 435, ZTE Grand X Z777, ZTE Z667T Zinger                                                   |

### Snapdragon 208, 210[1]oraz 212[2]
| Nazwa modelu  | Zestaw instrukcji | Liczba rdzeni, taktowanie, architektura | Proces technologiczny | Procesor graficzny     | Przykładowe urządzenia                                                                  |
| ------------- | ----------------- | --------------------------------------- | --------------------- | ---------------------- | --------------------------------------------------------------------------------------- |
| 8208 (208)    | ARM v7            | x2 1,1 GHz Cortex-A7                    | 28 nm                 | Adreno 304 (WXGA/720p) | Vector TG-W500S Luna Smartwatch                                                         |
| 8909 (210)    | ARM v7            | x4 1,1 GHz Cortex-A7                    | 28 nm                 | Adreno 304 (WXGA/720p) | Acer Liquid Z330, Huawei Honor 4A, HTC Desire 626s, HTC Desire 520, Microsoft Lumia 550 |
| 8909 v2 (212) | ARM v7            | x4 1,3 GHz Cortex-A7                    | 28 nm                 | Adreno 304 (WXGA/720p) | Jolla C, Lenovo Yoga Tab 3, Microsoft Lumia 650, Intex Aqua Fish, LG X2                 |

### Snapdragon 400
| Nazwa modelu | Zestaw instrukcji | Liczba rdzeni, taktowanie, architektura | Proces technologiczny | Procesor graficzny | Przykładowe urządzenia |
| ------------ | ----------------- | --------------------------------------- | --------------------- | ------------------ | --- |
| 8226         | ARMv7             | x4 1,2 GHz Cortex-A7                    | 28 nm                 | Adreno 305         | Motorola Moto G 2gen, Nokia Lumia 630, Microsoft Lumia 640 |
| 8626         | ARMv7             | x4 1,6 GHz Cortex-A7                    | 28 nm                 | Adreno 305         | Xiaomi RedMi 1S, RedMi Note 4G, Nokia XL, Motorola Moto G |
| 8926         | ARMv7             | x4 1,4 GHz Cortex-A7                    | 28 nm                 | Adreno 305         | LG F70, LG L90, LG G2 Mini, Alcatel Idol 2 MINI S, Nokia Lumia 635, Nokia Lumia 640, Nokia Lumia 735, Nokia Lumia 830, Microsoft Lumia 640 Dual, HTC Desire 610, K&M Live2 LTE, Xperia M2, LG G3 s |
| 8230         | ARMv7             | x2 do 1,4 GHz Krait 200                 | 28 nm                 | Adreno 305         | LG Optimus L9 II, BlackBerry Z3, Gigabyte GSmart Simba SX1, Nokia Lumia 526, Samsung Galaxy Core Advance                                                                                           |
| 8630         | ARMv7             | x2 1,2 GHz Krait 200                    | 28 nm                 | Adreno 305         | |
| 8930         | ARMv7             | x2 do 1,4 GHz Krait 200                 | 28 nm                 | Adreno 305         | HTC First, Nokia Lumia 625, Jolla Phone, LG Optimus F3, ZTE Blade G |
| 8030AB       | ARMv7             | x2 1,7 GHz Krait 300                    | 28 nm                 | Adreno 305         | |
| 8230AB       | ARMv7             | x2 1,7 GHz Krait 300                    | 28 nm                 | Adreno 305         | Samsung Galaxy S4 Mini, Samsung Galaxy Mega 6.3, Nokia Lumia 1320, HTC One mini |
| 8630AB       | ARMv7             | x2 do 1,7 GHz Krait 300                 | 28 nm                 | Adreno 305         | Samsung Galaxy Mega 6.3 Duos |
| 8930AB       | ARMv7             | x2 1,7 GHz Krait 300                    | 28 nm                 | Adreno 305         | Nokia Lumia 1320, Samsung Galaxy Mega 6.3 |

### Snapdragon 410
| Nazwa modelu | Zestaw instrukcji | Liczba rdzeni,taktowanie, architektura | Proces technologiczny | Procesor graficzny | Przykładowe urządzenia                                                                                              |
| ------------ | ----------------- | -------------------------------------- | --------------------- | ------------------ | --- |
| 8916         | ARMv8             | x4 1,4 GHz Cortex-A53                  | 28 nm                 | Adreno 306         | Motorola Moto G3 2015, Huawei G621, Samsung Galaxy Mega 2, HTC Desire 510, Samsung Galaxy Ace 4, LG F60, LG Spirit, |

### Snapdragon 415
| Nazwa modelu | Zestaw instrukcji | Liczba rdzeni, taktowanie, architektua | Proces technologiczny | Procesor graficzny | Przykładowe urządzenia                                                          |
| ------------ | ----------------- | -------------------------------------- | --------------------- | ------------------ | ------------------------------------------------------------------------------- |
| 8929         | ARMv8-A           | 8x 1.4 GHz Cortex A53                  | 28 nm                 | Adreno 405         | Lenovo Vibe K5, Coolpad Note 3s, Medion LIFE, Hisense C1T, Alcatel One Touch X1 |

### Snapdragon 425
| Nazwa modelu | Zestaw instrukcji | Liczba rdzeni,taktowanie, architektura | Proces technologiczny | Procesor graficzny | Przykładowe urządzenia                      |
| ------------ | ----------------- | -------------------------------------- | --------------------- | ------------------ | ------------------------------------------- |
| MSM8917      | ARMv7a            | 4x Cortex-A53 do 1,4 GHz               | 28 nm                 | Adreno 308         | Xiaomi Redmi 4A, Xiaomi Redmi 5A, Huawei Y6 |

### Snapdragon 427
| Nazwa modelu | Zestaw instrukcji | Liczba rdzeni,taktowanie, architektura | Proces technologiczny | Procesor graficzny | Przykładowe urządzenia                              |
| ------------ | ----------------- | -------------------------------------- | --------------------- | ------------------ | --------------------------------------------------- |
| MSM8920      | ARMv8             | 4x Cortex-A53 do 1,4 GHz               | 28 nm                 | Adreno 308         | Motorola Mote E4 (USA), Motorola Moto E4 Plus (USA) |

### Snapdragon 429
| Nazwa modelu | Zestaw instrukcji | Liczba rdzeni, taktowanie, architektura | Proces technologiczny | Procesor graficzny | Przykładowe urządzenia |
| ------------ | ----------------- | --------------------------------------- | --------------------- | ------------------ | ---------------------- |
| SDM429       |                   | 4x Cortex-A53 do 1,95 GHz               | 12 nm                 | Adreno 504         | Xiaomi redmi 7A        |

### Snapdragon 435
| Nazwa modelu | Zestaw instrukcji | Liczba rdzeni,taktowanie, architektura | Proces technologiczny | Procesor graficzny | Przykładowe urządzenia                                       |
| ------------ | ----------------- | -------------------------------------- | --------------------- | ------------------ | ------------------------------------------------------------ |
| 8916/8916v2  | ARMv8             | 8x Cortex-A53 do 1,4 GHz               | 28 nm                 | Adreno 505         | Xiaomi Redmi 4X, LG Q6, Oppo A57, Huawei Y7, Huawei Honor 4X |

### Snapdragon 439
| Nazwa modelu | Zestaw instrukcji | Liczba rdzeni,taktowanie, architektura | Proces technologiczny | Procesor graficzny | Przykładowe urządzenia |
| ------------ | ----------------- | -------------------------------------- | --------------------- | ------------------ | ---------------------- |
| SDM439       |                   | 8x Cortex-A53 do 1,95 GHz              | 12 nm                 | Adreno 505         | Xiaomi Redmi 7A        |

### Snapdragon 450
| Nazwa modelu | Zestaw instrukcji | Liczba rdzeni,taktowanie, architektura | Proces technologiczny | Procesor graficzny | Przykładowe urządzenia |
| ------------ | ----------------- | -------------------------------------- | --------------------- | ------------------ | ---------------------- |
| SDM450       | ARMv8             | 8x ARM Cortex A53 do 1,8 GHz           | 14 nm                 | Adreno 506         | Xiaomi Redmi 5         |

### Snapdragon 600
| Nazwa modelu | Zestaw instrukcji | Liczba rdzeni, taktowanie, architektura | Proces technologiczny | Procesor graficzny | Przykładowe urządzenia                                                                            |
| ------------ | ----------------- | --------------------------------------- | --------------------- | ------------------ | ------------------------------------------------------------------------------------------------- |
| 8064T        | ARMv7             | x4 1,7 – 1,9 GHz Krait 300              | 28 nm                 | Adreno 320         | Samsung Galaxy S4 i9505, HTC One, Xiaomi Mi2S, Asus Nexus 7 2013 (obniżone taktowanie do 1,5 GHz) |
| 8064M        | ARMv7             | x4 do 1,7 GHz Krait                     | 28 nm                 | Adreno 320         | LeTV Super TV X60                                                                                 |

### Snapdragon 602A
| Nazwa modelu | Zestaw instrukcji | Liczba rdzeni, taktowanie, architektura | Proces technologiczny | Procesor graficzny | Przykładowe urządzenia |
| ------------ | ----------------- | --------------------------------------- | --------------------- | ------------------ | ---------------------- |
| 8064-AU      | ARMv7             | x4 1,5 GHz Krait 300                    | 28 nm                 | Adreno 320         |                        |

### Snapdragon 610
| Nazwa modelu | Zestaw instrukcji | Liczba rdzeni, taktowanie, architektura | Proces technologiczny | Procesor graficzny | Przykładowe urządzenia                 |
| ------------ | ----------------- | --------------------------------------- | --------------------- | ------------------ | -------------------------------------- |
| 8936         | ARMv8             | x4 1,8 GHz Cortex-A53                   | 28 nm                 | Adreno 405         | Alcatel Pop Up, Panasonic Eluga Switch |

### Snapdragon 615
| Nazwa modelu | Zestaw instrukcji | Liczba rdzeni, taktowanie, architektura      | Proces technologiczny | Procesor graficzny | Przykładowe urządzenia              |
| ------------ | ----------------- | -------------------------------------------- | --------------------- | ------------------ | ----------------------------------- |
| 8939         | ARMv8             | x4 1,8 GHz Cortex-A53, x4 1,0 GHz Cortex-A53 | 28 nm                 | Adreno 405         | HTC Desire 820, Sony Xperia M4 Aqua |

### Snapdragon 616
| Nazwa modelu | Zestaw instrukcji | Liczba rdzeni, taktowanie, architektura      | Proces technologiczny | Procesor graficzny | Przykładowe urządzenia                                  |
| ------------ | ----------------- | -------------------------------------------- | --------------------- | ------------------ | ------------------------------------------------------- |
| 8939v2       | ARMv8             | x4 1,7 GHz Cortex-A53, x4 1,2 GHz Cortex-A53 | 28 nm                 | Adreno 405         | Xiaomi Redmi 3, Oppo F1, Huawei Honor 5X, ZTE Axon mini |

### Snapdragon 617
| Nazwa modelu | Zestaw instrukcji | Liczba rdzeni, taktowanie, architektura      | Proces technologiczny | Procesor graficzny | Przykładowe urządzenia                                                                            |
| ------------ | ----------------- | -------------------------------------------- | --------------------- | ------------------ | ------------------------------------------------------------------------------------------------- |
| 8952         | ARMv8             | x4 1,5 GHz Cortex-A53, x4 1,2 GHz Cortex-A53 | 28 nm                 | Adreno 405         | HTC ONE A9, Alcatel OneTouch Idol 4, Nubia Z11 mini, Lenovo Moto G4, Lenovo Moto G4 Plus, CAT S60 |

### Snapdragon 625
| Nazwa modelu | Zestaw instrukcji | Liczba rdzeni, taktowanie, architektura | Proces technologiczny | Procesor graficzny | Przykładowe urządzenia |
| ------------ | ----------------- | --------------------------------------- | --------------------- | ------------------ | --- |
| 8953         | ARMv8             | x8 2,0 GHz Cortex-A53                   | 14 nm                 | Adreno 506         | Asus Zenfone 3, Asus Zenfone 3 Zoom, Lenovo P2, Lenovo Moto Z Play, Oppo R9s, Xiaomi Redmi Note 4x, Xiaomi Redmi 5 Plus, Xiaomi Redmi 6 Pro, Meizu M6 Note, Xiaomi MI A2 Lite, |

### Snapdragon 626
| Nazwa modelu | Zestaw instrukcji | Liczba rdzeni, taktowanie, architektura | Proces technologiczny | Procesor graficzny | Przykładowe urządzenia                                              |
| ------------ | ----------------- | --------------------------------------- | --------------------- | ------------------ | ------------------------------------------------------------------- |
| 8953 Pro     | ARMv8             | x8 2,2 GHz Cortex-A53                   | 14 nm                 | Adreno 506         | Samsung Galaxy C5 Pro, Samsung Galaxy C7 Pro, Motorola Moto Z2 Play |

### Snapdragon 630
| Nazwa modelu | Zestaw instrukcji | Liczba rdzeni, taktowanie, architektura | Proces technologiczny | Procesor graficzny | Przykładowe urządzenia                                                    |
| ------------ | ----------------- | --------------------------------------- | --------------------- | ------------------ | ------------------------------------------------------------------------- |
| SDM630       | ARMv8             | 8x ARM Cortex A53 do 2,2 Ghz            | 14 nm                 | Adreno 508         | Asus Zenfone 5 Lite, Nokia 6 (2018), Sharp Aquos S3, Sony Xperia XA2 Plus |

### Snapdragon 632
| Nazwa modelu | Zestaw instrukcji | Liczba rdzeni, taktowanie, architektura | Proces technologiczny | Procesor graficzny | Przykładowe urządzenia                                     |
| ------------ | ----------------- | --------------------------------------- | --------------------- | ------------------ | ---------------------------------------------------------- |
| SDM632       | ARMv8             | x8 1,8 GHz Kryo 250                     | 14 nm                 | Adreno 506         | Asus Zenfone Max M2, Redmi 7, Motorola Moto G7 power,play. |

### Snapdragon 636
| Nazwa modelu | Zestaw instrukcji | Liczba rdzeni, taktowanie, architektura | Proces technologiczny | Procesor graficzny | Przykładowe urządzenia                                                   |
| ------------ | ----------------- | --------------------------------------- | --------------------- | ------------------ | ------------------------------------------------------------------------ |
| SDM636       | ARMv8             | x8 1,8 GHz Kryo 260                     | 14 nm                 | Adreno 509         | Xiaomi Redmi Note 5, Meizu E3, Asus Zenfone 5, Xiaomi Mi Max 3, VIVO Z1i |

### Snapdragon 640
| Nazwa modelu | Zestaw instrukcji | Liczba rdzeni, taktowanie, architektura                | Proces technologiczny | Procesor graficzny | Przykładowe urządzenia |
| ------------ | ----------------- | ------------------------------------------------------ | --------------------- | ------------------ | ---------------------- |
| SDM640       | ARMv8             | x2 Kryo 360 Gold 2.15 GHz, x6 Kryo 360 Silver 1.55 GHz | 10 nm                 | Adreno 610         |                        |

### Snapdragon 650
| Nazwa modelu | Zestaw instrukcji | Proces technologiczny | liczba rdzeni, taktowanie, architektura      | procesor graficzny | Przykładowe urządzenia                                 |
| ------------ | ----------------- | --------------------- | -------------------------------------------- | ------------------ | ------------------------------------------------------ |
| 8956         | ARMv8             | 28 nm                 | x2 1,8 GHz Cortex-A72, x4 1,4 GHz Cortex-A53 | Adreno 510         | Xiaomi Redmi Note 3 Pro, Sony Xperia X, Asus Zenpad Z8 |

### Snapdragon 652
| Nazwa modelu | Zestaw instrukcji | Liczba rdzeni, taktowanie, architektura      | Proces technologiczny | Procesor graficzny | Przykładowe urządzenia                                                                                    |
| ------------ | ----------------- | -------------------------------------------- | --------------------- | ------------------ | --- |
| 8976         | ARMv8             | x4 1,8 GHz Cortex-A72, x4 1,4 GHz Cortex-A53 | 28 nm HPm             | Adreno 510         | Samsung Galaxy A9 Pro, Alcatel OneTouch Idol 4S, ZTE Nubia Z11 Max, Oppo R9 Plus, LG G5 SE, Xiaomi Mi Max |

### Snapdragon 653
| Nazwa modelu    | Zestaw instrukcji | Liczba rdzeni, taktowanie, architektura        | Proces technologiczny | Procesor graficzny | Przykładowe urządzenia                                   |
| --------------- | ----------------- | ---------------------------------------------- | --------------------- | ------------------ | -------------------------------------------------------- |
| 8976 Pro/8976SG | ARMv8             | x4 1,95 GHz Cortex-A72, x4 1,44 GHz Cortex-A53 | 28 nm HPm             | Adreno 510         | Samsung Galaxy C9 Pro, Coolpad Cool Play 6, Oppo F3 Plus |

### Snapdragon 660
| Nazwa modelu | Zestaw instrukcji | Liczba rdzeni, taktowanie, architektura | Proces technologiczny | Procesor graficzny | Przykładowe urządzenia                          |
| ------------ | ----------------- | --------------------------------------- | --------------------- | ------------------ | ----------------------------------------------- |
| SDM660       | ARMv8             | 8x Kryo 260 2,2 GHz                     | 14 nm                 | Adreno 512         | Xiaomi Mi Note 3, Nokia 7 Plus, Xiaomi Mi Pad 4 |

### Snapdragon 665
| Nazwa modelu | Zestaw instrukcji | Liczba rdzeni, taktowanie, architektura | Proces technologiczny | Procesor graficzny | Przykładowe urządzenia |
| ------------ | ----------------- | --------------------------------------- | --------------------- | ------------------ | ---------------------- |
| SM6125       | ARMv8             | 8x Kryo 260 2 GHz                       | 11 nm                 | Adreno 610         | Xiaomi Redmi Note 8T   |

### Snapdragon 670
| Nazwa modelu | Zestaw instrukcji | Liczba rdzeni, taktowanie, architektura | Proces technologiczny | Procesor graficzny | Przykładowe urządzenia |
| ------------ | ----------------- | --------------------------------------- | --------------------- | ------------------ | ---------------------- |
| SDM670       | ARMv8             | 8x Kryo 360 2,0 GHz                     | 10 nm                 | Adreno 615         | OPPO R17               |

### Snapdragon 710
| Nazwa modelu | Zestaw instrukcji | Liczba rdzeni, taktowanie, architektura | Proces technologiczny | Procesor graficzny | Przykładowe urządzenia |
| ------------ | ----------------- | --------------------------------------- | --------------------- | ------------------ | ---------------------- |
| SDM710       | ARMv8             | 8x Kryo 360 2,2 GHz                     | 10 nm                 | Adreno 616         | Xiaomi Mi 8 SE         |

### Snapdragon 800
| Nazwa modelu | Zestaw instrukcji | Liczba rdzeni, taktowanie, architektura | Proces technologiczny | Procesor graficzny   | Przykładowe urządzenia |
| ------------ | ----------------- | --------------------------------------- | --------------------- | -------------------- | --- |
| 8074-AA      | ARMv7             | x4 do 2,3 GHz Krait 400                 | 28 nm                 | Adreno 330 (450 MHz) | Amazon Kindle Fire HDX |
| 8274-AA      | ARMv7             | x4 do 2,3 GHz Krait 400                 | 28 nm                 | Adreno 330 (450 MHz) | Sony Xperia Z Ultra |
| 8674-AA      | ARMv7             | x4 do 2,3 GHz Krait 400                 | 28 nm                 | Adreno 330 (450 MHz) | |
| 8974-AB      | ARMv7             | x4 do 2,3 GHz Krait 400                 | 28 nm                 | Adreno 330 (450 MHz) | Acer Liquid S2, Asus Padfone X, LG G2, LG Nexus 5, LG G FLex, LG G Pro 2, Nokia Lumia 1520, Samsung Galaxy Note 3 LTE, Sony Xperia Z1, Samsung Galaxy S4 LTE+ (I9506), Sony Xperia Z1 Compact, Xiaomi Mi3, ZTE Nubia Z5S |

### Snapdragon 801
| Nazwa modelu | Zestaw instrukcji | Liczba rdzeni, taktowanie, architektura | Proces technologiczny | Procesor graficzny   | Przykładowe urządzenia |
| ------------ | ----------------- | --------------------------------------- | --------------------- | -------------------- | --- |
| 8974-AB      | ARMv7             | x4 do 2,36 GHz Krait 400                | 28 nm                 | Adreno 330 (550 MHz) | HTC One (M8), OnePlus X, Oppo Find 7a, Sony Xperia Z2 |
| 8974-AC      | ARMv7             | x4 do 2,5 GHz Krait 400                 | 28 nm                 | Adreno 330 (578 MHz) | HTC One (M8), LG G3 (D855), Motorola Moto X 2nd Gen., OnePlus One, Oppo Find 7, Samsung Galaxy S5, Sony Xperia Z3, Sony Xperia Z3 Compact, ZTE Nubia Z5S LTE, Xiaomi Mi4, Lenovo ZUK Z1 |

### Snapdragon 805
| Nazwa modelu | Zestaw instrukcji | Liczba rdzeni, taktowanie, architektura | Proces technologiczny | Procesor graficzny   | Przykładowe urządzenia                                                                                          |
| ------------ | ----------------- | --------------------------------------- | --------------------- | -------------------- | --- |
| APQ8084      | ARMv7-A           | x4 do 2,7 GHz Krait 450                 | 28 nm                 | Adreno 420 (600 MHz) | Google Nexus 6, LG G3 LTE-A, Motorola DROID Turbo, Samsung Galaxy Note 4, ZTE Nubia Z7S, Samsung Galaxy S5 Plus |

### Snapdragon 808
| Nazwa modelu | Zestaw instrukcji | Liczba rdzeni, taktowanie, architektura      | Proces technologiczny | Procesor graficzny | Przykładowe urządzenia |
| ------------ | ----------------- | -------------------------------------------- | --------------------- | ------------------ | --- |
| MSM8992      | ARMv8             | 2.0 GHz x2 Cortex-A57, 1.5 GHz x4 Cortex-A53 | 20 nm                 | Adreno 418         | Acer Jade Primo, BlackBerry Priv, LG G4, LG Nexus 5X, LG V10, Motorola Moto X Style, Microsoft Lumia 950, Xiaomi Mi4c, Nextbit Robin |

### Snapdragon 810
| Nazwa modelu | Zestaw instrukcji | Liczba rdzeni, taktowanie, architektura       | Proces technologiczny | Procesor graficzny | Przykładowe urządzenia |
| ------------ | ----------------- | --------------------------------------------- | --------------------- | ------------------ | --- |
| MSM8994      | ARMv8             | 2,0 GHz x4 Cortex-A57 + 1,5 GHz x4 Cortex-A53 | 20 nm                 | Adreno 430         | HTC One M9, HTC Butterfly 3, LG G Flex 2, Xiaomi Mi Note Pro, Sony Xperia Z3+, Sony Xperia Z4, Sony Xperia Z5, Sony Xperia Z5 Compact, Sony Xperia Z5 Premium, Sony Xperia Z4 Tablet, Microsoft Lumia 950 XL, ZTE Nubia Z9, OnePlus 2, Huawei Nexus 6P |

### Snapdragon 820
| Nazwa modelu | Zestaw instrukcji | Liczba rdzeni, taktowanie, architektura | Proces technologiczny | Procesor graficzny | Przykładowe urządzenia |
| ------------ | ----------------- | --------------------------------------- | --------------------- | ------------------ | --- |
| MSM8996 Lite | ARMv8-A           | 1.8 GHz x2 Kryo + 1.36 GHz x2 Kryo      | 14 nm                 | Adreno 530         | Vivo Xplay5 Elite, Xiaomi Mi 5, Motorola Moto Z                                                                                               |
| MSM8996      | ARMv8-A           | 2.15 GHz x2 Kryo + 1.6 GHz x2 Kryo      | 14 nm                 | Adreno 530         | HTC 10, LG G5, Samsung Galaxy S7, LeTV Le Max Pro, Xiaomi Mi 5 Prime, Lenovo Zuk Z2, Moto Z, ZTE Axon 7, Sony Xperia X Performance, OnePlus 3 |

### Snapdragon 821
| Nazwa Modelu   | Zestaw instrukcji | Liczba rdzeni, taktowanie, architektura | Proces technologiczny | Procesor graficzny | Przykładowe urządzenia                                                                                                 |
| -------------- | ----------------- | --------------------------------------- | --------------------- | ------------------ | --- |
| MSM8996 Pro-AB | ARMv8-A           | 2.15 GHz x2 Kryo + 1.6 GHz x2 Kryo      | 14 nm                 | Adreno 530         | Google Pixel, Google Pixel XL, Xiaomi Mi 5s, HTC U Ultra                                                               |
| MSM8996 Pro    | ARMv8-A           | 2.35 GHz x2 Kryo + 1.6 GHz x2 Kryo      | 14 nm                 | Adreno 530         | ASUS ZenFone 3 Deluxe, Xiaomi Mi 5s Plus, Xiaomi Mi Note 2, Xiaomi Mi Mix, LeEco Le Pro 3, OnePlus 3T, Zuk Edge, LG G6 |

### Snapdragon 835[6]
| Nazwa Modelu | Zestaw instrukcji | Liczba rdzeni, taktowanie, architektura    | Proces technologiczny | Procesor graficzny | Przykładowe urządzenia |
| ------------ | ----------------- | ------------------------------------------ | --------------------- | ------------------ | --- |
| MSM8998      | ARMv8-A           | 2.45 GHz x4 Kryo 280 + 1.9 GHz x4 Kryo 280 | 10 nm                 | Adreno 540         | Samsung Galaxy S8/S8+, Samsung Galaxy Note 8, Xiaomi Mi 6, Sony Xperia XZ Premium, OnePlus 5/5T, HTC U11, LG V30, Nokia 8, Motorola MOTO Z3, |

### Snapdragon 845[9]
| Nazwa Modelu | Zestaw instrukcji | Liczba rdzeni, taktowanie, architektura               | Proces technologiczny | Procesor graficzny | Przykładowe urządzenia |
| ------------ | ----------------- | ----------------------------------------------------- | --------------------- | ------------------ | --- |
| SDM845       | ARMv8-A           | 2.8 GHz x4 Kryo 385 Gold + 1.8 GHz x4 Kryo 385 Silver | 10 nm                 | Adreno 630         | Samsung Galaxy S9/S9+, Sony Xperia XZ3, Sony Xperia XZ2, Sony Xperia XZ2 Compact, Asus Zenfone 5Z, Xiaomi Mi MIX 2S, Xiaomi Mi 8, Xiaomi Mi Mix 3, Oneplus 6, Xiaomi Pocophone F1, MEIZU 16, LG G7 THINQ, Asus ROG Phone |